# Верхнеберезинская низменность
Верхнебере́зинская ни́зменность (бел. Верхнебярэ́зінская нізі́на) — низменность на севере Белоруссии.

## Географическое положение
Верхнеберезинская низменность занимает часть Глубокского, Докшицкого, Лепельского, Ушачского, Чашникского районов Витебской области и часть Борисовского, Вилейского, Крупского, Логойского, Смолевичского районов Минской области. На севере граничит со Свенцянской возвышенностью, на востоке — с Ушачско-Лепельской возвышенностью и Чашникской равниной, на юге — с Докшицкой и Плещеницкой возвышенностями (в составе Минской возвышенности), на западе — с Нарочано-Вилейской низменностью. Протяжённость с севера на восток — до 100 км, с запада на восток — 15-50 км. Площадь — 4,3 тыс. км².

## Морфология
Низменность приурочена к Белорусской антеклизе, за исключением юго-восточной части, приуроченной к Оршанской впадине. В осадочном чехле преобладают протерозойские осадочные породы верхнерифейского и вендского комплексов. Присутствуют также породы наровского горизонта среднего отдела девонского периода. В толще четвертичных отложений (мощностью до 180 м) наиболее распространены ледниковые образования Березинского и Днепровского оледенений.
Высоты над уровнем моря на севере достигают 180 м, на юге — 155—160 м. Формированию рельефа местности в современном виде способствовали как деградация Сожского ледника, так и воздействие талых вод Поозёрского ледника. Рельеф представлен главным образом зандровыми равнинами и озёрно-аллювиальными низинами. Наиболее высокими участками являются полого-волнистые моренные равнины и сильно сглаженные конечно-моренные гряды, увалы и холмы времён Днепровского оледенения, поднимающиеся над заболоченными низинами на 30—40 м.
Северную часть территории составляют полого-волнистые участки, сложенные водно-ледниковыми песчаными отложениями подступавшего с севера Поозёрского ледника. Здесь присутствуют термокарстовые впадины и эоловые формы рельефа — дюны, гряды, холмы высотой до 5—7 м; возле северной границы встречаются дельты водно-ледниковых потоков. В южной части низменности ранее располагалось большое озеро, возникшее из подпруженных Борисовской грядой талых ледниковых вод. Однако позднее озеро было спущено Березиной, долина которой формировалась уже после отступления ледников. В результате на его месте образовалась торфяная низина с остаточными озёрами.
Долина реки Березина пересекает низменность с северо-запада на юго-восток. Разработана слабо. Образует надпойменную террасу высотой 3—4 м.
Имеющиеся полезные ископаемые — торф и песчано-гравийная смесь.

## Гидрография
По территории Верхнеберезинской низменности протекают река Березина и её притоки: Поня, Гайна (правые), Сергуч, Лукомка, Эсса (левые). Здесь же расположены исток реки Ушача и Березинский канал. Озёра — Межужол, Медзозол, Палик, Плавно, Манец, Береща, Ольшица, Оконо, Домжерицкое; в восточной части — Лукомское и Селява.

## Климат
Средние температуры января −7,2 °C, июля 17,2 °C. Среднегодовое количество осадков составляет 623 мм[уточнить].

## Почвы
На водно-ледниковых песках, моренных супесях и суглинках распространены дерново-подзолистые почвы. Распространены также дерново-подзолистые глееватые, торфяно-болотные, пойменные дерновые заболоченные почвы.

## Растительность
Около 42 % территории покрыто лесом, главным образом сосновым. В долине Березины преобладают берёзово-осиновые и осиново-ольховые леса. Крупные болота в основном безлесные либо поросшие редколесьем из берёзы пушистой и хвойных пород.

## Использование человеком
20 % территории распахано. Часть болот подвергалась мелиорационным работам.
В границах Верхнеберезинской низменности располагаются Березинский биосферный заповедник и часть гидрологического заказника «Голубицкая пуща».